# Buildering

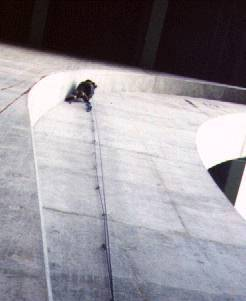
Ein Kletterer, der eine Brücke erklimmt

Buildering (auch Urban Climbing, Gebäudeklettern, Fassadenklettern oder Urban bouldern genannt) ist eine Form des Kletterns und Boulderns im städtischen Raum an künstlichen Strukturen und von Menschenhand geschaffenen Objekten und Bauten.

## Rechtliches
Im Allgemeinen bewegt man sich beim Buildering, insbesondere auf Privatgrundstücken, wegen des Hausrechts des Grundstückeigentümers in der gleichen problematischen Rechtslage wie beim Roofing.
- Die Beschädigung fremdem Eigentums, z. B. durch das Anbringen fixer Sicherungen,
- das Klettern an denkmalgeschützten Objekten,
- die Behinderung von Passanten,
- das Versperren der Gehwege und
- die Beeinflussung des Straßenverkehrs durch Stürze, Material oder Moves

sind Faktoren, die zu Problemen mit der Kommunal- oder Stadtverwaltung, den Eigentümern und der Polizei führen können. Buildern und Klettern in Absprunghöhe an Wänden, Brücken und ähnlichen Objekten ist aber in der Regel davon nicht betroffen.

## Buildering

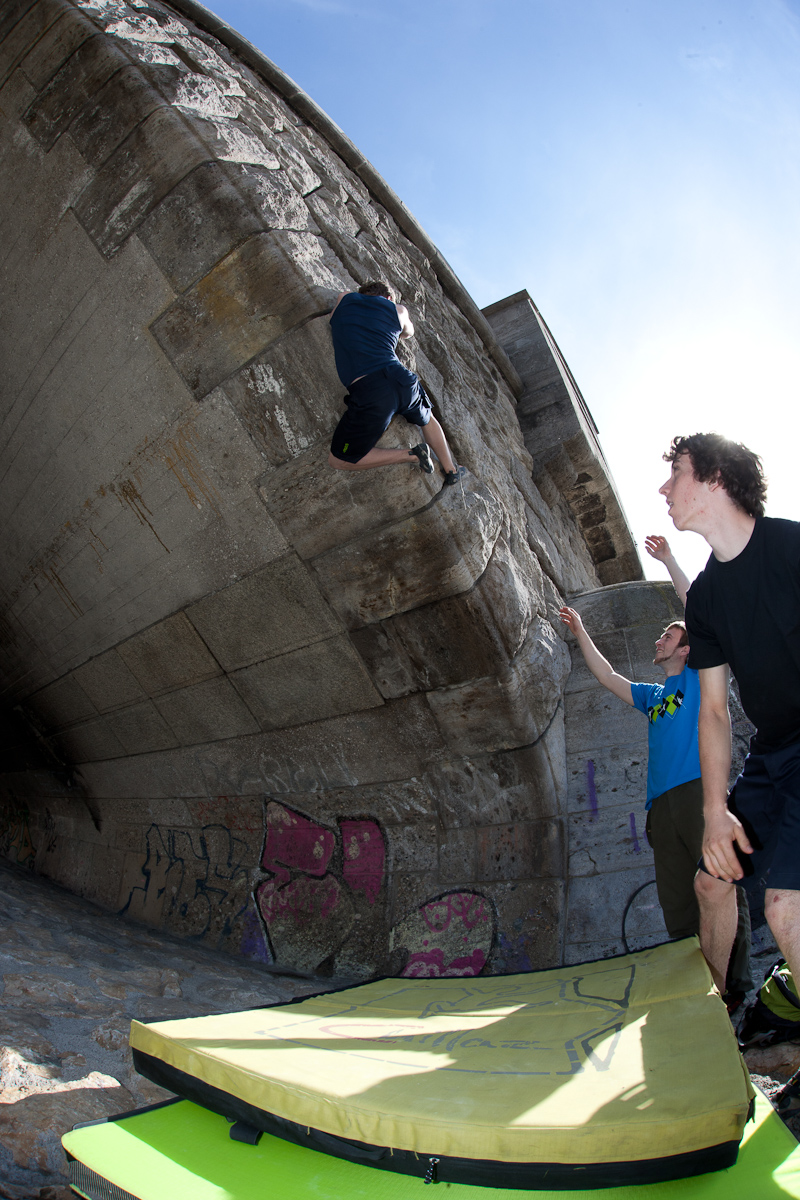
Buildering an der Wittelsbacherbrücke in München

In den meisten Fällen wird ohne Sicherungen und Seil, wie beim Bouldern, geklettert. Lediglich ein Crashpad, eine Art Weichbodenmatten, wird unter den Kletterer gelegt, um diesen vor Verletzungen zu schützen. In Großstädten gibt es gelegentlich auch an alten Gebäuden, Bunkeranlagen und Brücken die Möglichkeit, offiziell klettern zu gehen. Vor allem in Berlin an Bunkern und in München an der Kletterbrücke Eichenau sind solche „Anlagen“ bekannt. Die Zahl der Sportler, die Buildering betreiben, lässt sich nur schwer schätzen. Viele nutzen das Buildering zum Training, und vor allem junge Leuten schätzen diesen Sport, weil man meist in direkter Umgebung buildern kann, und der Sport kostenfrei ist.

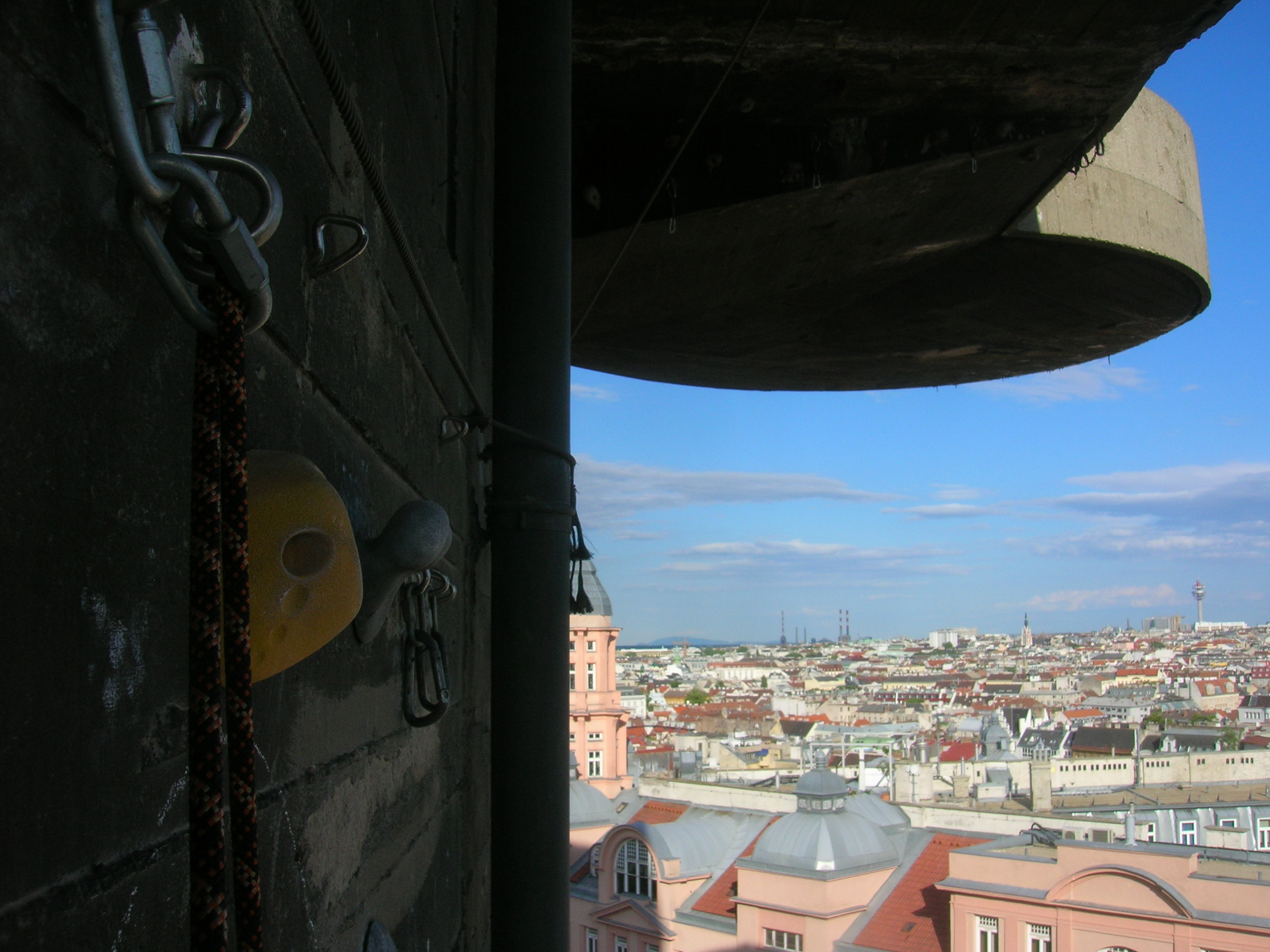
Kletterwand am Haus des Meeres, einem der Wiener Flaktürme

Im Jahr 2008, in der auch die 2. Buildering Weltmeisterschaft stattfand, erschien der erste Builderingführer für die Städte Mainz und Wiesbaden. Neben legalen Spots sind auch Klettergebiete der Region in dem Führer beschrieben. 2017 wurde er zuletzt aktualisiert.
Wo momentan der Mittelpunkt der Szene liegt, ist schwer zu sagen. Vor ein paar Jahren galten noch Mainz und Wiesbaden als Zentren. Mittlerweile sind auch die Regionen Halle/Leipzig, München und Wien für ihre große Builderingszene bekannt.
2017 ist ein Builderingführer für Deutschland erschienen, der neben den Grundlagen des Sportes Kletter- und Boulder-Möglichkeiten in 61 Städten beschreibt.

## Veranstaltungen
Die erste Weltmeisterschaften im Buildering fand 2006 in Köln statt, die nächste im Oktober 2008 in Essen. Beide Male siegte der Allgäuer Christian Benk aus Isny.
2009 gründeten italienischer Builderer die Boulder Street Association um der aufstrebenden Bewegung in Italien eine formale Struktur zu geben und als Veranstalter aufzutreten sowie andere dahingehend zu unterstützen. Mittlerweile ist der Street Boulder Contest eine große und sehr beliebte Veranstaltung, die von der Gemeinde nicht nur unterstützt, sondern sogar, neben anderen namhaften Outdoorfirmen, mitfinanziert wird.
In Wien findet seit einigen Jahren regelmäßig der Urban waters cup statt, zudem sich viele Buildering-Fans im Sommer treffen, um sich gemeinsam einen Wettkampf an den Spots der Stadt zu liefern.
Das steigende Interesse am Sport Buildering wird neben der steigenden Anzahl der Sportler auch durch Vorträge zum Thema deutlich wie in der Sektion Frankfurt des Deutschen Alpenvereins oder in der Kletterhalle Café Kraft in Nürnberg.

## Populärkultur
An einigen Orten wird im Zuge diverser Bräuche auf menschengemachte Objekte geklettert. Diese sind:
- Üeli, Zürich, Schweiz: In dieser Taverne wird ein Trinkspiel namens „Balkenprobe“ praktiziert, bei dem man an einem Balken hochklettern muss, dann sich zum nächsten Balken hinüber hangeln muss und anschließend, mit dem Kopf nach unten, ein Glas Wein trinken muss.[12]
- Gänseliesel-Brunnen, Göttingen, Deutschland: es ist üblich, dass frisch immatrikulierte Studenten der Göttinger Universität auf den Brunnen klettern und die Brunnenfigur küssen.
- Herndon Monument, Annapolis, USA: die Studenten des ersten Jahrgangs klettern auf das Herndon Monument, um eine auf der Spitze desselben platzierte Schiffermütze durch eine Kapitänsmütze zu ersetzen
- Street Parade, Zürich, Schweiz: auf dieser Veranstaltung ist es weit verbreitet, auf Ampeln und andere Objekte zu klettern.

In der Computerspielereihe Assassin’s Creed stellt die Fähigkeit der jeweiligen Protagonisten, Gebäude erklettern zu können, ein zentrales Spielelement dar.

## Berühmte Gebäudekletterer
- Harry Gardiner (1871-nach 1923), die Menschliche Fliege erklomm ab 1905 rund 700 Gebäude
- George Willig (* 1949), erklomm 1977 das frühere World Trade Center
- Alain Robert (* 1962), französischer Freikletterer